# Дрезгаловский сельсовет
Дрезгаловский сельсове́т — сельское поселение в Краснинском районе Липецкой области. 
Административный центр — село Верхнедрезгалово.

## История
В соответствии с законами Липецкой области №114-оз от 02.07.2004 и №126-оз от 23.09.2004 Дрезгаловский сельсовет наделён статусом сельского поселения, установлены границы муниципального образования.

## Население
| 2010 | 2012  | 2013 | 2014 | 2015 | 2016 | 2017 |
| ---- | ----- | ---- | ---- | ---- | ---- | ---- |
| 948  | ↘906  | ↗917 | ↘904 | ↘894 | ↘885 | ↘871 |
| 2018 | 2021  |      |      |      |      |      |
| ↗903 | ↗1188 |      |      |      |      |      |

## Состав сельского поселения
| № | Населённый пункт | Тип населённого пункта       | Население |
| - | ---------------- | ---------------------------- | --------- |
| 1 | Верхнедрезгалово | село, административный центр | 441       |
| 2 | Засосенка        | деревня                      | ↘67       |
| 3 | Корытное         | деревня                      | 179       |
| 4 | Нижнедрезгалово  | село                         | 261       |
| 5 | Покровка         | село                         | 0         |